# Catharinella dixonii
Catharinella dixonii là một loài Rêu trong họ Polytrichaceae. Loài này được (Braithw.) Kindb. mô tả khoa học đầu tiên năm 1897.